# Атал Родоски
Вижте пояснителната страница за други личности с името Атал.
Атал от Родос (на старогръцки: Άτταλος ο Ρόδιος, Attalos; на латински: Attalus) е древногръцки граматик, математик и астроном ок. 200 пр.н.е.
Живял е на остров Родос и е съвременник на Хипарх. Издава астрономическото научно стихотворение Phainomena („Небесни явления“) на Арат от Соли и пише към него коментар.